# Prinquiau

Ubicació de Prinquiau dins el departament

Prinquiau (en bretó Prevenkel) és un municipi francès, situat a la regió de país del Loira, al departament de Loira Atlàntic, que històricament va formar part de la Bretanya. L'any 2006 tenia 2.674 habitants. Limita amb Campbon, La Chapelle-Launay, Donges, Besné i Pontchâteau.

## Demografia
| 1962                                       | 1968  | 1975  | 1982  | 1990  | 1999  |
| ------------------------------------------ | ----- | ----- | ----- | ----- | ----- |
| 1.208                                      | 1.214 | 1.475 | 2.009 | 2.175 | 2.055 |
| Des de 1962: població sense dobles comptes |       |       |       |       |       |

## Administració
| Període   | Identitat         | Partit |
| --------- | ----------------- | ------ |
| 1953-1977 | Étienne de Geloes |        |
| 1977-1989 | Adrien Hubert     |        |
| 1989-2008 | Georges Poulain   |        |
| 2008-     | Lénaïck Leclair   | PS     |